# Coppa del Mondo di sci alpino 1995

I due vincitori delle classifiche assolute, la svizzera Vreni Schneider e l'italiano Alberto Tomba

La Coppa del Mondo di sci alpino 1995 fu la ventinovesima edizione della manifestazione organizzata dalla Federazione Internazionale Sci; ebbe inizio il 26 novembre 1994 a Park City, negli Stati Uniti, e si concluse il 19 marzo 1995 a Bormio, in Italia.
In campo maschile furono disputate 32 gare (9 discese libere, 5 supergiganti, 7 slalom giganti, 9 slalom speciali, 2 combinate), in 14 diverse località. L'italiano Alberto Tomba si aggiudicò sia la Coppa del Mondo generale, sia quelle di slalom gigante e di slalom speciale; il francese Luc Alphand vinse la Coppa di discesa libera e l'italiano Peter Runggaldier quella di supergigante. Il norvegese Kjetil André Aamodt era il detentore uscente della Coppa generale.
In campo femminile furono disputate 32 gare (9 discese libere, 7 supergiganti, 8 slalom giganti, 7 slalom speciali, 1 combinata), in 15 diverse località. La svizzera Vreni Schneider si aggiudicò sia la Coppa del Mondo generale, sia quelle di slalom gigante e di slalom speciale; la statunitense Picabo Street vinse la Coppa di discesa libera e la tedesca Katja Seizinger quella di supergigante. La Schneider era la detentrice uscente della Coppa generale.

## Uomini

### Risultati
| Data             | Località               | Nazione  | Pista                          | Spec. | Primo                 | Secondo                                   | Terzo                          |
| ---------------- | ---------------------- | -------- | ------------------------------ | ----- | --------------------- | ----------------------------------------- | ------------------------------ |
| 3 dicembre 1994  | Tignes                 | Francia  |                                | GS    | Achim Vogt            | Michael von Grünigen                      | Kjetil André Aamodt            |
| 4 dicembre 1994  | Tignes                 | Francia  |                                | SL    | Alberto Tomba         | Michael Tritscher                         | Thomas Fogdö                   |
| 11 dicembre 1994 | Tignes                 | Francia  |                                | SG    | Patrick Ortlieb       | Tommy Moe                                 | Luc Alphand                    |
| 12 dicembre 1994 | Sestriere              | Italia   | Kandahar Slalom                | SL    | Alberto Tomba         | Thomas Fogdö                              | Michael Tritscher              |
| 16 dicembre 1994 | Val-d'Isère            | Francia  | Oreiller-Killy                 | DH    | Josef Strobl          | Luc Alphand                               | Günther Mader                  |
| 17 dicembre 1994 | Val-d'Isère            | Francia  | Oreiller-Killy                 | DH    | Armin Assinger        | Patrick Ortlieb                           | Josef Strobl                   |
| 18 dicembre 1994 | Val-d'Isère            | Francia  | Oreiller-Killy                 | GS    | Michael von Grünigen  | Kjetil André Aamodt                       | Günther Mader                  |
| 20 dicembre 1994 | Lech                   | Austria  | Schlegelkopf                   | SL    | Alberto Tomba         | Thomas Sykora                             | Jure Košir                     |
| 21 dicembre 1994 | Lech                   | Austria  | Schlegelkopf                   | SL    | Alberto Tomba         | Thomas Sykora                             | Michael Tritscher              |
| 22 dicembre 1994 | Alta Badia             | Italia   | Gran Risa                      | GS    | Alberto Tomba         | Urs Kälin                                 | Christian Mayer                |
| 6 gennaio 1995   | Kranjska Gora          | Slovenia | Podkoren                       | GS    | Alberto Tomba         | Mitja Kunc Harald Christian Strand Nilsen |                                |
| 8 gennaio 1995   | Garmisch-Partenkirchen | Germania | Gudiberg                       | SL    | Alberto Tomba         | Marc Girardelli                           | Yves Dimier                    |
| 13 gennaio 1995  | Kitzbühel              | Austria  | Streif                         | DH    | Luc Alphand           | Patrick Ortlieb                           | Kristian Ghedina               |
| 14 gennaio 1995  | Kitzbühel              | Austria  | Streif                         | DH    | Luc Alphand           | Armin Assinger                            | Werner Perathoner              |
| 15 gennaio 1995  | Kitzbühel              | Austria  | Ganslern                       | SL    | Alberto Tomba         | Jure Košir                                | Ole Kristian Furuseth          |
| 15 gennaio 1995  | Kitzbühel              | Austria  | Streif Ganslern                | KB    | Marc Girardelli       | Harald Christian Strand Nilsen            | Günther Mader                  |
| 16 gennaio 1995  | Kitzbühel              | Austria  | Streifalm                      | SG    | Günther Mader         | Peter Runggaldier                         | Armin Assinger                 |
| 20 gennaio 1995  | Wengen                 | Svizzera | Lauberhorn                     | DH    | Kristian Ghedina      | Peter Rzehak                              | Hannes Trinkl                  |
| 21 gennaio 1995  | Wengen                 | Svizzera | Lauberhorn                     | DH    | Kyle Rasmussen        | Werner Franz                              | Armin Assinger                 |
| 22 gennaio 1995  | Wengen                 | Svizzera | Männlichen/Jungfrau            | SL    | Alberto Tomba         | Michael von Grünigen                      | Jure Košir                     |
| 22 gennaio 1995  | Wengen                 | Svizzera | Lauberhorn Männlichen/Jungfrau | KB    | Marc Girardelli       | Lasse Kjus                                | Harald Christian Strand Nilsen |
| 4 febbraio 1995  | Adelboden              | Svizzera | Chuenisbärgli                  | GS    | Alberto Tomba         | Jure Košir                                | Harald Christian Strand Nilsen |
| 19 febbraio 1995 | Furano                 | Giappone |                                | SL    | Michael Tritscher     | Mario Reiter                              | Ole Kristian Furuseth          |
| 20 febbraio 1995 | Furano                 | Giappone |                                | GS    | Mario Reiter          | Jure Košir                                | Harald Christian Strand Nilsen |
| 25 febbraio 1995 | Whistler               | Canada   |                                | DH    | Kristian Ghedina      | Lasse Kjus                                | Patrick Ortlieb                |
| 26 febbraio 1995 | Whistler               | Canada   |                                | SG    | Peter Runggaldier     | A J Kitt                                  | Christian Greber               |
| 10 marzo 1995    | Kvitfjell              | Norvegia | Olympiabakken                  | SG    | Werner Perathoner     | Kristian Ghedina                          | Kyle Rasmussen                 |
| 11 marzo 1995    | Kvitfjell              | Norvegia | Olympiabakken                  | DH    | Kyle Rasmussen        | Kristian Ghedina                          | Patrick Ortlieb                |
| 15 marzo 1995    | Bormio                 | Italia   | Stelvio                        | DH    | Luc Alphand           | A J Kitt                                  | Lasse Kjus                     |
| 16 marzo 1995    | Bormio                 | Italia   | Stelvio                        | SG    | Richard Kröll         | Peter Runggaldier                         | Werner Perathoner              |
| 18 marzo 1995    | Bormio                 | Italia   | Stelvio                        | GS    | Alberto Tomba         | Günther Mader                             | Rainer Salzgeber               |
| 19 marzo 1995    | Bormio                 | Italia   | Stelvio                        | SL    | Ole Kristian Furuseth | Thomas Stangassinger                      | Yves Dimier                    |

Legenda:

DH = discesa libera

SG = supergigante

GS = slalom gigante

SL = slalom speciale

KB = combinata

### Classifiche

#### Generale

Alberto Tomba a Bormio il 18 marzo 1995 con la coppa di cristallo

Vreni Schneider a Bormio il 18 marzo 1995 con la coppa di cristallo

| Pos. | Nome                 | Nazione     | Punti |
| ---- | -------------------- | ----------- | ----- |
| 1    | Alberto Tomba        | Italia      | 1150  |
| 2    | Günther Mader        | Austria     | 775   |
| 3    | Jure Košir           | Slovenia    | 760   |
| 4    | Marc Girardelli      | Lussemburgo | 744   |
| 5    | Kjetil André Aamodt  | Norvegia    | 708   |
| 6    | Lasse Kjus           | Norvegia    | 665   |
| 7    | Kristian Ghedina     | Italia      | 628   |
| 8    | Luc Alphand          | Francia     | 609   |
| 9    | Michael von Grünigen | Svizzera    | 578   |
| 10   | Mario Reiter         | Austria     | 559   |

#### Discesa libera
| Pos. | Nome             | Nazione | Punti |
| ---- | ---------------- | ------- | ----- |
| 1    | Luc Alphand      | Francia | 484   |
| 2    | Kristian Ghedina | Italia  | 473   |
| 3    | Patrick Ortlieb  | Austria | 426   |
| 4    | Armin Assinger   | Austria | 419   |
| 5    | Josef Strobl     | Austria | 307   |

#### Supergigante
| Pos. | Nome              | Nazione     | Punti |
| ---- | ----------------- | ----------- | ----- |
| 1    | Peter Runggaldier | Italia      | 332   |
| 2    | Günther Mader     | Austria     | 250   |
| 3    | Werner Perathoner | Italia      | 237   |
| 4    | Richard Kröll     | Austria     | 170   |
| 5    | Kyle Rasmussen    | Stati Uniti | 148   |

#### Slalom gigante
| Pos. | Nome                           | Nazione  | Punti |
| ---- | ------------------------------ | -------- | ----- |
| 1    | Alberto Tomba                  | Italia   | 450   |
| 2    | Jure Košir                     | Slovenia | 355   |
| 3    | Harald Christian Strand Nilsen | Norvegia | 322   |
| 4    | Kjetil André Aamodt            | Norvegia | 307   |
| 5    | Michael von Grünigen           | Svizzera | 296   |

#### Slalom speciale
| Pos. | Nome                  | Nazione  | Punti |
| ---- | --------------------- | -------- | ----- |
| 1    | Alberto Tomba         | Italia   | 700   |
| 2    | Michael Tritscher     | Austria  | 477   |
| 3    | Jure Košir            | Slovenia | 405   |
| 4    | Ole Kristian Furuseth | Norvegia | 401   |
| 5    | Mario Reiter          | Austria  | 341   |

#### Combinata
Nel 1995 fu anche stilata la classifica della combinata, sebbene non venisse assegnato alcun trofeo al vincitore.
| Pos. | Nome                           | Nazione     | Punti |
| ---- | ------------------------------ | ----------- | ----- |
| 1    | Marc Girardelli                | Lussemburgo | 200   |
| 2    | Harald Christian Strand Nilsen | Norvegia    | 140   |
| 3    | Lasse Kjus                     | Norvegia    | 125   |
| 4    | Kjetil André Aamodt            | Norvegia    | 100   |
| 5    | Espen Hellerud                 | Norvegia    | 72    |

## Donne

### Risultati
| Data             | Località               | Nazione     | Pista                  | Spec. | Prima               | Seconda                           | Terza                      |
| ---------------- | ---------------------- | ----------- | ---------------------- | ----- | ------------------- | --------------------------------- | -------------------------- |
| 26 novembre 1994 | Park City              | Stati Uniti | C.B.'s Run             | GS    | Heidi Zeller-Bähler | Sabina Panzanini                  | Vreni Schneider            |
| 27 novembre 1994 | Park City              | Stati Uniti | C.B.'s Run             | SL    | Vreni Schneider     | Martina Accola                    | Kristina Andersson         |
| 2 dicembre 1994  | Vail                   | Stati Uniti |                        | DH    | Hilary Lindh        | Isolde Kostner                    | Katja Seizinger            |
| 3 dicembre 1994  | Vail                   | Stati Uniti |                        | SG    | Sylvia Eder         | Veronika Wallinger                | Heidi Zeller-Bähler        |
| 4 dicembre 1994  | Vail                   | Stati Uniti |                        | GS    | Heidi Zeller-Bähler | Vreni Schneider                   | Marianne Kjørstad          |
| 9 dicembre 1994  | Lake Louise            | Canada      | Men's Olympic Downhill | DH    | Picabo Street       | Hilary Lindh                      | Katja Seizinger            |
| 10 dicembre 1994 | Lake Louise            | Canada      | Men's Olympic Downhill | DH    | Hilary Lindh        | Florence Masnada                  | Heidi Zeller-Bähler        |
| 11 dicembre 1994 | Lake Louise            | Canada      | Men's Olympic Downhill | SG    | Katja Seizinger     | Heidi Zeller-Bähler               | Martina Ertl Picabo Street |
| 18 dicembre 1994 | Sestriere              | Italia      | Kandahar Slalom        | SL    | Vreni Schneider     | Pernilla Wiberg                   | Béatrice Filliol           |
| 21 dicembre 1994 | Alta Badia             | Italia      | Gran Risa              | GS    | Sabina Panzanini    | Anita Wachter                     | Deborah Compagnoni         |
| 30 dicembre 1994 | Méribel                | Francia     |                        | SL    | Urška Hrovat        | Vreni Schneider                   | Leïla Piccard              |
| 7 gennaio 1995   | Haus                   | Austria     | Krummholzabfahrt       | SG    | Anita Wachter       | Katja Seizinger                   | Heidi Zeller-Bähler        |
| 8 gennaio 1995   | Haus                   | Austria     | Krummholzabfahrt       | GS    | Deborah Compagnoni  | Heidi Zeller-Bähler               | Vreni Schneider            |
| 10 gennaio 1995  | Flachau                | Austria     |                        | SG    | Renate Götschl      | Katja Seizinger                   | Špela Pretnar              |
| 14 gennaio 1995  | Garmisch-Partenkirchen | Germania    | Kandahar               | SG    | Florence Masnada    | Picabo Street                     | Shannon Nobis              |
| 15 gennaio 1995  | Garmisch-Partenkirchen | Germania    | Gudiberg               | SL    | Martina Ertl        | Deborah Compagnoni                | Gabriela Zingre-Graf       |
| 20 gennaio 1995  | Cortina d'Ampezzo      | Italia      | Olimpia delle Tofane   | DH    | Michaela Gerg       | Picabo Street                     | Katja Seizinger            |
| 22 gennaio 1995  | Cortina d'Ampezzo      | Italia      | Olimpia delle Tofane   | DH    | Picabo Street       | Barbara Merlin                    | Katja Seizinger            |
| 23 gennaio 1995  | Cortina d'Ampezzo      | Italia      | Olimpia delle Tofane   | GS    | Anita Wachter       | Vreni Schneider                   | Špela Pretnar              |
| 17 febbraio 1995 | Åre                    | Svezia      | Olympia                | DH    | Picabo Street       | Katja Seizinger                   | Isolde Kostner             |
| 18 febbraio 1995 | Åre                    | Svezia      | Olympia                | GS    | Anita Wachter       | Vreni Schneider                   | Deborah Compagnoni         |
| 25 febbraio 1995 | Maribor                | Slovenia    | Pohorje                | GS    | Martina Ertl        | Špela Pretnar                     | Deborah Compagnoni         |
| 26 febbraio 1995 | Maribor                | Slovenia    | Radvanje               | SL    | Vreni Schneider     | Katja Koren                       | Trude Gimle                |
| 4 marzo 1995     | Saalbach-Hinterglemm   | Austria     | Zwölfer                | DH    | Picabo Street       | Isolde Kostner Varvara Zelenskaja |                            |
| 5 marzo 1995     | Saalbach-Hinterglemm   | Austria     | Zwölfer                | SG    | Heidi Zeller-Bähler | Heidi Zurbriggen                  | Martina Ertl               |
| 11 marzo 1995    | Lenzerheide            | Svizzera    |                        | DH    | Picabo Street       | Varvara Zelenskaja                | Renate Götschl             |
| 12 marzo 1995    | Lenzerheide            | Svizzera    |                        | SL    | Pernilla Wiberg     | Vreni Schneider                   | Martina Ertl               |
| 12 marzo 1995    | Lenzerheide            | Svizzera    |                        | KB    | Pernilla Wiberg     | Vreni Schneider                   | Martina Ertl               |
| 15 marzo 1995    | Bormio                 | Italia      | Stelvio                | DH    | Picabo Street       | Varvara Zelenskaja                | Barbara Merlin             |
| 18 marzo 1995    | Bormio                 | Italia      | Stelvio                | GS    | Špela Pretnar       | Sabina Panzanini                  | Urška Hrovat               |
| 19 marzo 1995    | Bormio                 | Italia      | Stelvio                | SL    | Vreni Schneider     | Pernilla Wiberg                   | Urška Hrovat               |
| 19 marzo 1995    | Bormio                 | Italia      | Stelvio                | SG    | Katja Seizinger     | Renate Götschl                    | Florence Masnada           |

Legenda:

DH = discesa libera

SG = supergigante

GS = slalom gigante

SL = slalom speciale

KB = combinata

### Classifiche

#### Generale
| Pos. | Nome                | Nazione     | Punti |
| ---- | ------------------- | ----------- | ----- |
| 1    | Vreni Schneider     | Svizzera    | 1248  |
| 2    | Katja Seizinger     | Germania    | 1242  |
| 3    | Heidi Zeller-Bähler | Svizzera    | 1044  |
| 4    | Martina Ertl        | Germania    | 985   |
| 5    | Picabo Street       | Stati Uniti | 905   |
| 6    | Pernilla Wiberg     | Svezia      | 816   |
| 7    | Špela Pretnar       | Slovenia    | 669   |
| 8    | Anita Wachter       | Austria     | 593   |
| 9    | Hilary Lindh        | Stati Uniti | 549   |
| 10   | Urška Hrovat        | Slovenia    | 535   |

#### Discesa libera
| Pos. | Nome               | Nazione     | Punti |
| ---- | ------------------ | ----------- | ----- |
| 1    | Picabo Street      | Stati Uniti | 709   |
| 2    | Hilary Lindh       | Stati Uniti | 493   |
| 3    | Katja Seizinger    | Germania    | 445   |
| 4    | Varvara Zelenskaja | Russia      | 416   |
| 5    | Isolde Kostner     | Italia      | 310   |

#### Supergigante
| Pos. | Nome                | Nazione  | Punti |
| ---- | ------------------- | -------- | ----- |
| 1    | Katja Seizinger     | Germania | 446   |
| 2    | Heidi Zeller-Bähler | Svizzera | 366   |
| 3    | Heidi Zurbriggen    | Svizzera | 251   |
| 4    | Renate Götschl      | Austria  | 245   |
| 5    | Martina Ertl        | Germania | 237   |

#### Slalom gigante
| Pos. | Nome                | Nazione  | Punti |
| ---- | ------------------- | -------- | ----- |
| 1    | Vreni Schneider     | Svizzera | 450   |
| 2    | Heidi Zeller-Bähler | Svizzera | 420   |
| 3    | Špela Pretnar       | Slovenia | 352   |
| 4    | Martina Ertl        | Germania | 333   |
| 5    | Deborah Compagnoni  | Italia   | 325   |

#### Slalom speciale
| Pos. | Nome               | Nazione  | Punti |
| ---- | ------------------ | -------- | ----- |
| 1    | Vreni Schneider    | Svizzera | 560   |
| 2    | Pernilla Wiberg    | Svezia   | 355   |
| 3    | Martina Ertl       | Germania | 278   |
| 4    | Urška Hrovat       | Slovenia | 275   |
| 5    | Kristina Andersson | Svezia   | 247   |

#### Combinata
Nel 1995 fu anche stilata la classifica della combinata, sebbene non venisse assegnato alcun trofeo alla vincitrice.
| Pos. | Nome              | Nazione  | Punti |
| ---- | ----------------- | -------- | ----- |
| 1    | Pernilla Wiberg   | Svezia   | 100   |
| 2    | Vreni Schneider   | Svizzera | 80    |
| 3    | Martina Ertl      | Germania | 60    |
| 4    | Katja Seizinger   | Germania | 50    |
| 4    | Marianne Kjørstad | Norvegia | 45    |